# Darin Zanyar

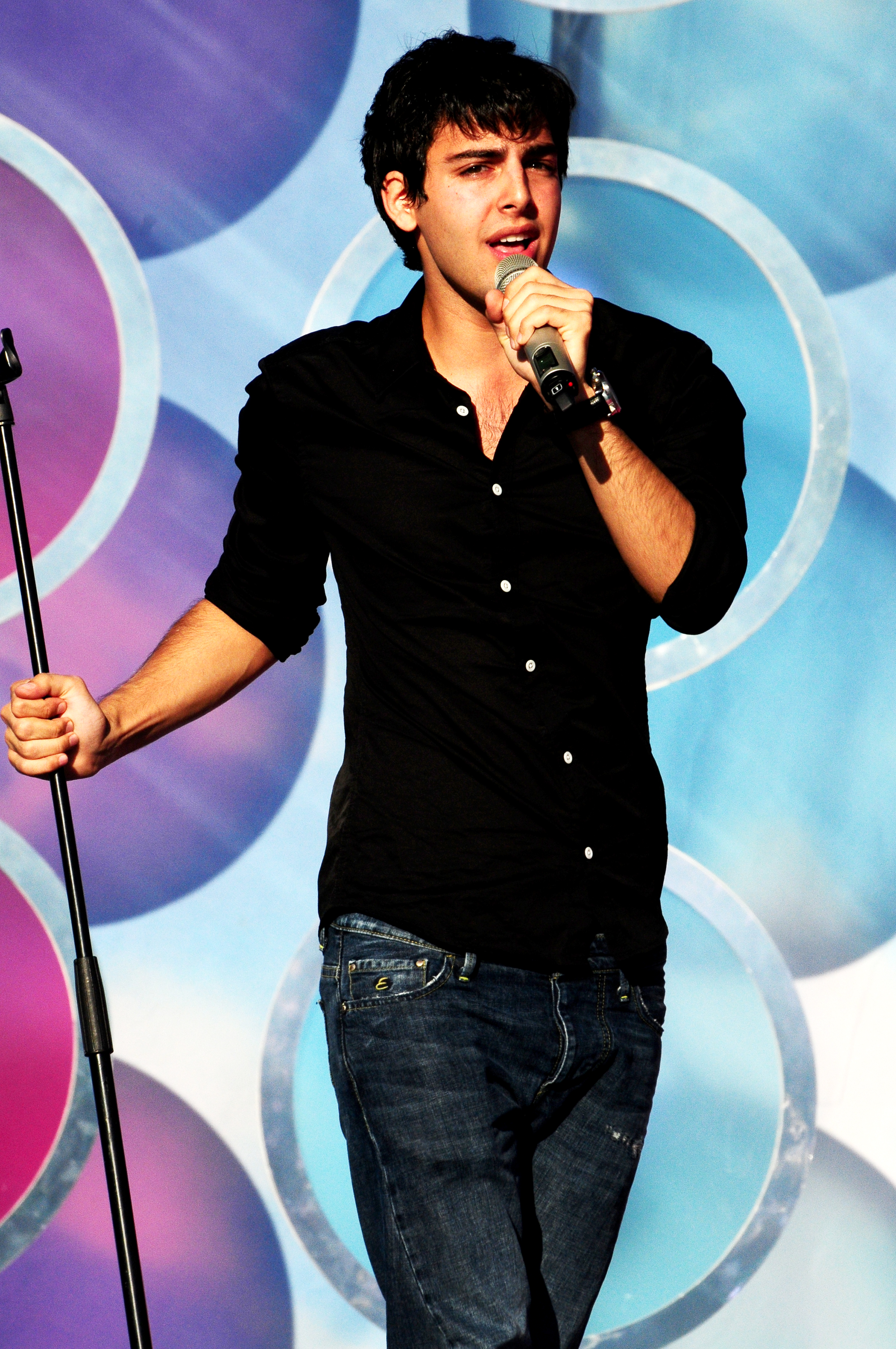

Darin Zanyar, nacido el 2 de junio de 1987 en Estocolmo, es un artista pop sueco. Canta y compone temas pop en inglés y sueco. Es conocido como uno de los best sellers de Suecia, con 7 álbumes número uno. Es una leyenda por haber trabajado con RedOne antes de ser un referente mundial (compositor estrella de los inicios de Lady Gaga). Fue el runner-up en 'Idol' (versión sueca) y firmó con Sony-BMG. 

## Biografía

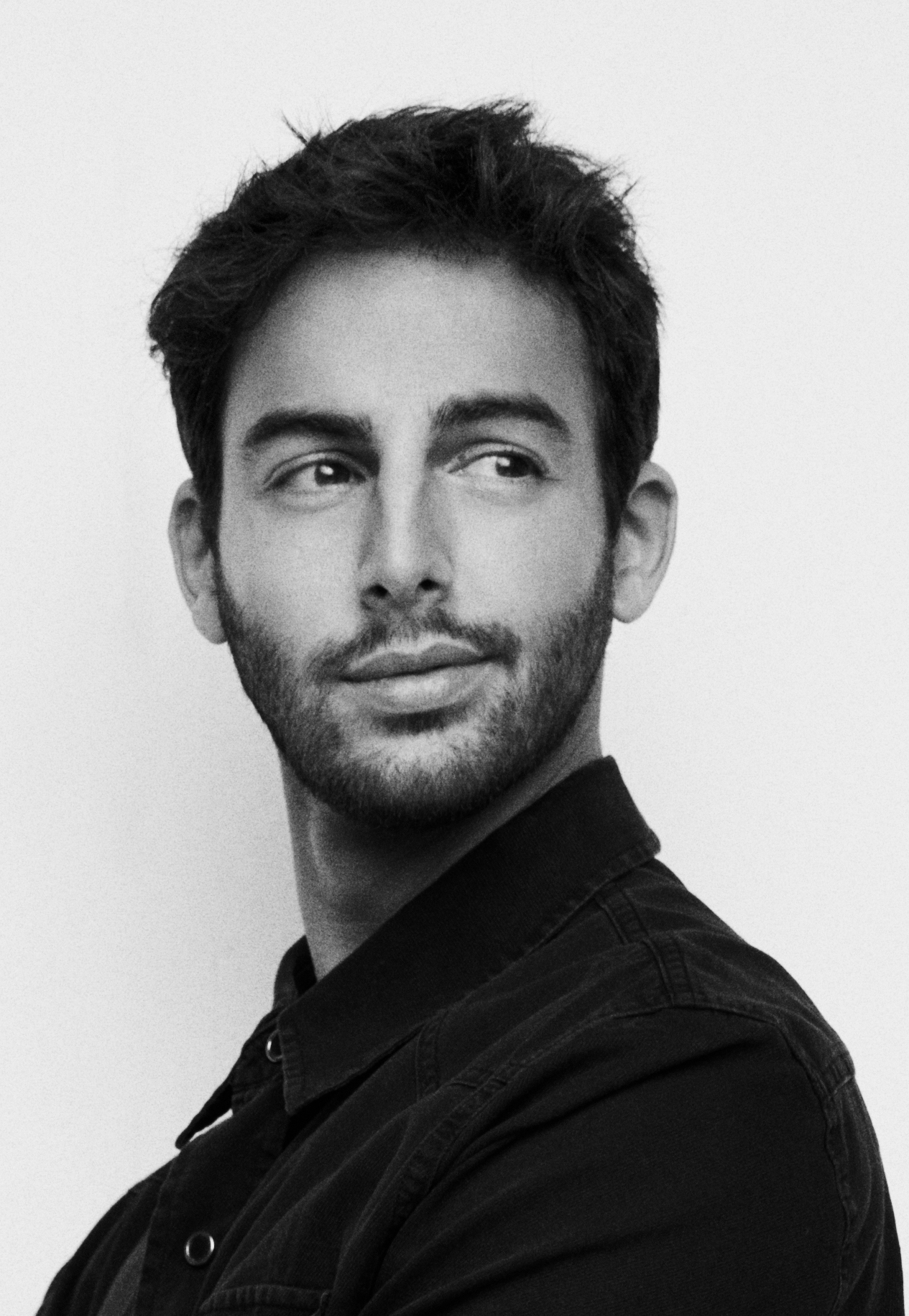
Darin Zanyar, cantante pop sueco (2020)

Darin Zanyar nació el dos de junio de 1987 en Suecia. Sus padres son kurdos iraquíes (Shwan y Ashti). 
Darin es su nombre artístico, pese a que su nombre real completo es Darin Zanyar. 
Empezó a escribir y grabar canciones con 14 años tras ser descubierto por un productor musical en una producción escolar. Darin ha cantado y escrito canciones toda su vida. Su mayor interés es el baile y la música. Tiene como modelo a Michael Jackson y a Christina Aguilera.
Se hizo famoso tras su participación en 'Idol', versión sueca del concurso 'American Idol'. Quedó finalista pero adquirió una enorme popularidad y consiguió publicar su primer álbum.

## Carrera

### 2004-2005: 'Idol' y su primer álbum 'The Anthem'
Con 16 años, Darin participó en la primera temporada de 'Idol'. Se convirtió en uno de los concursantes favoritos de la audiencia, hasta el punto que fue el único en recibir el 78% de los votos del público en la semifinal. Sin embargo, en la final quedó segundo.  
Esto no fue un problema, pues Sony-BMG firmó con él y empezó a trabajar en su primer álbum. En el año 2005 Darin compuso 'The Anthem', que se publicó en febrero de 2005 bajo Sony-BMG. El debut discográfico de Darin fue un éxito y debutó en el número uno de las listas suecas y fue certificado como Disco de Oro. El primer sencillo 'Money For Nothing' fue escrito por Robyn y se convirtió en su primer número uno. 
Este álbum supuso las bases de su carrera. 

### 2005: 'Darin' e internacionalización
A finales de 2005, el mismo año de publicación de su primer álbum Darin publicó su segundo largo, 'Darin'. También debutó en el número uno y supuso su internacionalización ya que se publicó en Finlandia. La recepción del largo fue extraordinaria, superando a 'The Anthem'. Se certificó doble platino por IFPI. Uno de los productores del álbum fue RedOne, mundialmente conocido por trabajar con Lady Gaga. 
Los sencillos extraídos del álbum son: 'Step Up', que pasó 26 semanas en la lista de éxitos y fue el primer sencillo publicado en Finlandia. También 'Who's That Girl' y 'Want Ya!', ambos con una excelente recepción.

### 2006: 'Break The News', tour y NRJ Awards
En 2006 Darin ganó los Swedish Grammis por Canción del Año, el 'Rockbjörnen' por Mejor Artista Masculino, 2 premios europeos de NRJ Awards y un Nickelodeon Kids Choice Awards. También hizo su primer tour llamado 'Step Up to the Party Tour'. A finales de año publicó el DVD de dicho tour 'Tour Videos Interview'.
En noviembre de 2006 publicó su tercer álbum 'Break The News' suponiendo un punto de inflexión en su carrera. El álbum volvió a ser número uno y se certificó como oro el primer día. Además, presentó un corte más adulto y sensual para Darin, pese a su juventud. Los sencillos más destacados fueron 'Insanity', 'Desire', 'Perfect' y 'Everything But The Girl'.
En este álbum, además trabajó con Max Martin, un reputado y cotizado productor de música pop, suponiendo sus primeras incursiones en música pop internacional.

### 2007-2009: 'Flashback', éxito en Europa y RedOne
Tras su considerable éxito en Suecia, Darin firmó con EMI Alemania para la distribución de sus álbumes en Alemania, Austria y Suiza. EMI publicó 'Insanity' (de su anterior álbum 'Break The News') en Alemania, Austria y Suiza convirtiéndose en un gran éxito. 
En 2008 Darin publicó 'Flashback', su álbum producido junto a RedOne. Debutó en el número 10, siendo el primer 
álbum de Darin que no debutaba en el número uno. Este álbum fue un intento por su discográfica y el propio Darin de internacionalizar su carrera. El sencillo debut 'Breathin' Your Love' fue con Kat DeLuna, una cantante estadounidense. Además, Leona Lewis incluyó una cover de 'Homeless' en su álbum debut. 
Como anécdota, el sencillo 'Breathin' Your Love' se envió a la estación espacial internacional por el astronauta sueco Christer Fuglesang. 

#### Productor RedOne y similitudes con Lady Gaga
Entre los fans es habitual escuchar como "RedOne experimentó con Darin antes de irse con Lady Gaga", pues las similitudes entre las composiciones de su álbum 'Flashback' llamadas 'Girl Next Door' (2008) y 'See You At The Club' (2008) con las de Lady Gaga en su primer álbum, especialmente 'Just Dance' (2008), son más que evidentes, habiendo trabajado RedOne previamente con Darin y posteriormente con Lady Gaga.
Por parte de Darin siempre lo ha interpretado como un reconocimiento de su talento y nunca ha tenido palabras negativas hacia RedOne. De hecho, en varias ocasiones ha manifestado que no tendría ningún problema en volver a trabajar con él.

### 2010: Melodifestivalen, Eurovisión y 'Lovekiller' en Universal Music
En noviembre de 2009 se anunció que Darin participaría en la preselección eurovisiva de Suecia, el prestigioso Melodifestivalen. Darin se presentó con el mid-tempo 'You're Out Of My Life'. Quedó séptimo en el Heat 3 y accedió a la final. Finalmente quedó cuarto con un total de 117 puntos.
En 2010 Darin cambió de discográfica y se unió a Universal Music. Su siguiente álbum 'Lovekiller' tuvo dos avances muy mediáticos: la cover de Coldplay 'Viva La Vida', que iba a ser una mera actuación en 'Idol' pero debido a la buena recepción se publicó como sencillo y el tema eurovisivo 'You're Out Of My Life'. 
En verano del mismo año hizo un tour con 17 conciertos.
En agosto de 2010 se publicó 'Lovekiller' con los sencillos antes mencionados y 'Lovekiller', 'Microphone' y 'Can't Stop Love'. El álbum se certificó como oro en la primera semana y devolvió a Darin el número uno, pues el álbum debutó en dicha certificación, algo que no consiguió en su anterior largo.

### 2012: 'Nobody Knows', 'Exit' y televisión. Vuelta a Sony
En febrero de 2012 Darin publica 'Nobody Knows', primer sencillo de 'Exit', su siguiente álbum. En octubre de 2021 TV4 emitió el reality 'Så mycket bättre' en el que Darin acudía como invitado para hacer sus propias versiones de otros artistas, a modo de homenaje. Darin cantó 'Stockholm', 'En Apa Som Liknar Dig', 'I Can't Get You Off My Mind', 'Astrologen', 'Magdalena'' y 'Seven Days a Week'. Las canciones se publicaron en un álbum y fueron un rotundo éxito, consiguiendo colocar 6 canciones simultáneas en el Top 10 de iTunes. 
En 2012 Sony publicó una especie de greatest hits de sus anteriores álbumes llamada 'Det bästa av', con 16 temas.

### 2013: 'Exit' y Eurovisión (otra vez)
A principios de año se publica su nuevo álbum, debutando otra vez en el número uno y convirtiéndose en su quinto álbum en debutar en dicha posición. Pese a que su internacionalización se suspendió, Darin acudió a EE. UU. durante varios meses para producir este álbum. Trabajó con productores de prestigio internacional como Jim Beanz, The Jackie Boyz, Victoria "Lady V" Horn y esto impregnó el álbum de un marcado carácter "anglosajón". Los sencillos fueron 'Nobody Knows' Playing With Fire', 'Check You Out' y 'Before I Pass Out'.
En 2013 publicó 'So Yours' exclusivamente por su actuación en Eurovisión, como artista invitado y representante de la cultura sueca debido a que su país celebraba el certamen ese año en Malmö. Su actuación tuvo una audiencia de 108 millones de personas.
En primavera del mismo año, Darin viajó a Filipinas para rodar un documental sobre la pobreza llamado 'En resa för livet' para abordar temas como la pobreza y las condiciones de vida insalubre. Además compuso un tema junto a Eagle-Eye Cherry llamado 'Dream Away', que se utilizó como tema promocional del documental.

### 2014-2016: música sueca, fin internacionalización y propia discográfica
Pese a los intentos de hacer Darin un cantante con éxito internacional, el desinterés mostrado por él y los pobres resultados fuera de sus mercados habituales, llevaron a la suspensión indefinida de dichos planes. Esto llevó a Darin a crear su propia discográfica llamada DEX MUSIC y viró su carrera hacia la música pop sueca. Supuso que por primera vez en su carrera iba a interpretar temas en sueco, algo por lo que se le notaba especialmente ilusionado. Un gran contraste en relación con su actitud con la internacionalización pretendida por Universal Music y Sony Music.
En 2015 publicó su primer álbum en sueco 'Fjärilar i magen' y supuso su sexto álbum en debutar en el número uno. 
No obstante la creación de DEX MUSIC, Darin firmó con Sony Music para su promoción en Asia y Europa del este, pero en referencia a sus trabajos previos en inglés. 

#### 'Mamma Mia' punto de inflexión
Su internacionalización tuvo su punto álgido en la publicación de 'Mamma Mia' (2014), un tema en inglés, de marcado corte comercial y que seguía las tendencias musicales internacionales. Además se rodó un videoclip en Los Ángeles con un presupuesto de medio millón de coronas suecas (47.000 € aproximadamente). No obstante, la recepción del sencillo fue modesta. El tema iba a estar incluido en 'Exit' (2013), pero fue descartado y se recuperó con motivo de su décimo aniversario como cantante profesional. No obstante, supuso el punto final (de momento) a sus intentos de triunfar en EE. UU. y Europa.

### 2017: 'Tvilingen'
Darin continuó cosechando éxitos con su música sueca y publicó su octavo álbum de estudio 'Tvilingen', que también debutó en el número uno, siendo su sexto álbum en hacerlo. 'Tvillingen' y 'Ja må du leva' fueron singles del álbum, certificándose ambos como doble platino. 
Desde entonces, Darin ha publicado varios singles en sueco: 'Astronaut', 'Identitetslös', 'Hög', 'Finns inga ord' y 'En säng av rosor', este último en 2020. Varios de ellos fueron certificados platino.

## Vida personal y curiosidades
Darin es hijo de inmigrantes y pese a ser Suecia uno de los países con menos xenofobia y racismo del mundo, siempre se ha sentido algo diferente por sus marcados rasgos étnicos. 
En 2020 Darin se declaró abiertamente gay en el día del Orgullo LGBT a través de un post de Instagram.

## Discografía

### Álbumes
| Darin Zanyar                                                           | - Lanzamiento: 2002 - Certificación: Independent Release - Formatos: CD                                               | —  | —  | —  |      |
| The Anthem                                                             | - Lanzamiento: 16 de febrero de 2005 - Certificación: RCA, BMG - Formatos: CD, descarga digital                       | —  | —  | 1  | SWE: |
| Darin                                                                  | - Lanzamiento: 28 de septiembre de 2005 - Certificación: Columbia, Sony Music - Formatos: CD, descarga digital        | 13 | —  | 1  | SWE: |
| Break the News                                                         | - Lanzamiento: 22 de noviembre de 2006 - Certificación: Columbia, Sony Music - Formatos: CD, descarga digital         | —  | 89 | 1  | SWE: |
| Flashback                                                              | - Lanzamiento: 3 de diciembre de 2008 - Certificación: Epic - Formatos: CD, descarga digital                          | —  | —  | 10 |      |
| Lovekiller                                                             | - Lanzamiento: 18 de agosto de 2010 - Certificación:Universal Music - Formatos: CD, descarga digital                  | —  | —  | 1  | SWE: |
| Exit                                                                   | - Lanzamiento: 30 de enero de 2013 - Certificación: Universal Music - Formatos: CD, descarga digital                  | —  | —  | 1  | SWE: |
| Fjärilar i magen                                                       | - Lanzamiento: 25 de septiembre de 2015 - Certificación: Dex Music/Sony Music - Formatos: CD, descarga digital, Vynil | —  | —  | 1  | SWE: |
| "—" indica que no entró en ese chart o que no fue lanzado en ese país. | |    |    |    |      |

### Singles
| Título                                 | Año  | Posicionamiento en listas | Posicionamiento en listas | Posicionamiento en listas | Álbum                            |
| Título                                 | Año  | FIN                       | GER                       | SWE                       | Álbum                            |
| -------------------------------------- | ---- | ------------------------- | ------------------------- | ------------------------- | -------------------------------- |
| "Money for Nothing"                    | 2005 | —                         | —                         | 1                         | The Anthem                       |
| "Why Does It Rain"                     | 2005 | —                         | —                         | 5                         | The Anthem                       |
| "Step Up"                              | 2005 | 9                         | —                         | 1                         | Darin                            |
| "Who's That Girl"                      | 2005 | 20                        | —                         | 6                         | Darin                            |
| "Want Ya!"                             | 2006 | 8                         | —                         | 4                         | Darin                            |
| "Perfect"                              | 2006 | 4                         | —                         | 3                         | Break the News                   |
| "Everything But the Girl"              | 2007 | —                         | —                         | 38                        | Break the News                   |
| "Desire"                               | 2007 | —                         | 53                        | —                         | Break the News                   |
| "Insanity"                             | 2007 | —                         | 20                        | —                         | Break the News                   |
| "Breathing Your Love" (Con Kat DeLuna) | 2008 | 13                        | —                         | 2                         | Flashback                        |
| "See U at the Club"                    | 2009 | —                         | —                         | 12                        | Flashback                        |
| "Runaway"                              | 2009 | —                         | —                         | 11                        | Flashback                        |
| "What If"                              | 2009 | —                         | —                         | 51                        | Flashback                        |
| "Karma"                                | 2009 | —                         | —                         | —                         | Flashback                        |
| "Viva la Vida"                         | 2009 | —                         | —                         | 1                         | Lovekiller                       |
| "You're Out of My Life"                | 2010 | —                         | —                         | 3                         | Lovekiller                       |
| "Can't Stop Love"                      | 2010 | —                         | —                         | 13                        | Lovekiller                       |
| "Lovekiller"                           | 2010 | —                         | —                         | 6                         | Lovekiller                       |
| "Nobody Knows"                         | 2012 | —                         | —                         | —                         | Exit                             |
| "Playing With Fire"                    | 2013 | —                         | —                         | 28                        | Exit                             |
| "Check You Out"                        | 2013 | —                         | —                         | —                         | Exit                             |
| "So Yours"                             | 2013 | —                         | —                         | —                         | TBA                              |
| "Dream Away" (& Eagle-Eye Cherry)      | 2014 | —                         | —                         | 30                        | SOS Barnbyar – En resa för livet |
| "Mamma Mia" (Con Prophet of 7Lions)    | 2014 | —                         | —                         | —                         | TBA                              |
| "Ta mig tillbaka"                      | 2015 | —                         | —                         | 11                        | Fjärilar i magen                 |
| "Juliet"                               | 2015 | —                         | —                         | 32                        | Fjärilar i magen                 |
| "Ja må du leva"                        | 2017 | —                         | —                         | 25                        | Tvillingen                       |
| "Tvillingen"                           | 2017 | —                         | —                         | 33                        | Tvillingen                       |
| "Alla ögon på mig"                     | 2017 | —                         | —                         | —                         | Tvillingen                       |

### DVD
- 25 de octubre de 2006 - Tour Videos Interview

## Enlaces
- Página web oficial
- Instagram Oficial
- Twitter Oficial

- Datos: Q212649
- Multimedia: Darin Zanyar / Q212649